# Publio Egnacio Céler
Publio Egnacio Céler  fue un filósofo estoico que, como resultado de ser un informante en el reinado de Nerón, fue sentenciado a muerte durante el reinado de Vespasiano.

## Biografía
Cuando se presentaron las acusaciones de traición contra Barea Sorano en 66, debido a que era el objeto del odio de Nerón, Egnacio Céler, quien había sido un cliente y profesor de Barea Sorano, se presentó como testigo principal en su contra. Barea Sorano fue condenado a muerte junto con su hija Servilia.
Egnacio recibió grandes recompensas de Nerón, pero luego fue acusado por Musonio Rufo, otro filósofo estoico, bajo el gobierno de Vespasiano y fue condenado a muerte.